# Clubiona convoluta
Clubiona convoluta är en spindelart som beskrevs av Forster 1979. Clubiona convoluta ingår i släktet Clubiona och familjen säckspindlar. Inga underarter finns listade i Catalogue of Life.